# Università dell'Alabama a Huntsville
L'Università dell'Alabama a Huntsville (in lingua inglese: University of Alabama in Huntsville; detta anche UAHuntsville o UAH) è una università degli studi pubblica statunitense, fondata nel 1950, la cui sede è a Huntsville (Alabama). Insieme con l'Università dell'Alabama a Birmingham  (University of Alabama at Birmingham, UAB) e all'Università dell'Alabama (University of Alabama, UA) costituisce il Sistema universitario dell'Alabama (University of Alabama System).

## Storia
Nel novembre 1949, i leader di Huntsville appresero che la loro lunga campagna per aprire un centro di estensione nella città era stata approvata dall'Università dell'Alabama. Tre mesi dopo, in quello che in seguito divenne la Stone Middle School, il nuovo University of Alabama Huntsville Center inaugurò dieci corsi. Inizialmente vi erano iscritti 137 studenti, tra cui molti veterani della Seconda Guerra Mondiale.
Tuttavia, nel giro di pochi mesi le iscrizioni raddoppiarono tanto che venne costruito un nuovo edificio, Morton Hall, in un appezzamento di 83 acri sul lato sud della U.S. Highway 72. Tuttavia, al momento del completamento nel 1961, a causa dell'aumento della domanda di forza lavoro dalle industrie aerospaziali e della difesa della città, non era più sufficiente.
Cercando una soluzione più permanente, un comitato guidato dal rinomato scienziato missilistico Dr. Wernher von Braun si recò nella capitale quell'estate per richiedere un prestito di $3 milioni per la creazione di un istituto di ricerca. "È il clima universitario che attira l'industria", disse il Dr. von Braun in una presentazione alla legislatura dell'Alabama. "Non è l'acqua, o l'immobiliare, o la manodopera, o le tasse basse che portano l'industria in uno stato o in una città. È l'intelletto."
Entrambe le camere della legislatura dell'Alabama approvarono il disegno di legge, che permise a Huntsville e alla Contea di Madison di acquistare ulteriori 200 acri di terreno e costruire l'istituto di ricerca proposto. Spragins Hall e Madison Hall seguirono in rapida successione, guadagnando al centro una promozione a "sede distaccata". 
Nel1969, con l'aggiunta di Wilson Hall, University Center e Louis Salmon Library, che l'UAH fu costituita come università autonoma dal Consiglio di amministrazione dell'Università dell'Alabama.
Nel marzo 1970, il Dr. Benjamin Graves fu nominato primo presidente dell'UAH e pochi mesi dopo, la nuova università celebrò la sua prima cerimonia ufficiale di laurea. La costruzione di Roberts Hall fu completata e i finanziamenti per un complesso residenziale, ora Southeast Campus Housing, furono garantiti dall'Autorità per l'edilizia universitaria del Dipartimento degli affari urbani e abitativi degli Stati Uniti.
Con il ritiro del Dr. Graves nel 1978, il Dr. John Wright fu nominato presidente dell'UAH. Nel decennio successivo, l'università capitalizzò i suoi legami con le comunità aziendali e tecnologiche di Huntsville, istituendo centri di ricerca in ottica, microgravità, robotica e plasma spaziale. Anche la squadra di hockey "Von Braun Bullies" dell'UAH fu formata, unendosi infine alla NCAA e guadagnando a Huntsville la reputazione di "Capitale dell'hockey del Sud".
Il Dr. Louis Padulo divenne il terzo presidente dell'UAH nel 1988, supervisionando l'inizio della costruzione dell'edificio per le scienze dei materiali, dell'edificio per l'ottica e di un secondo dormitorio. Il leader aziendale di Huntsville Joseph Moquin poi fu presidente ad interim per un anno fino alla nomina del Dr. Frank Franz nel 1991. Durante il suo mandato, l'UAH passò da un calendario accademico "per termini", originariamente utilizzato per accelerare la laurea dei veterani delle forze armate, al calendario semestrale attualmente in uso.
Nel 2007, il Dr. Franz fu succeduto dal Dr. David Williams e nel 2011, il Dr. Robert Altenkirch fu nominato presidente e concentrò gli sforzi dell'UAH nel diventare un leader nei settori dell'aerospaziale e dell'ingegneria dei sistemi; biotecnologia; sicurezza informatica e big data; scienze della terra, atmosferiche e spaziali; nonché giochi e arti dello spettacolo. Il Dr. Darren Dawson iniziò il suo mandato come nono presidente dell'UAH nel giugno 2019 e contribuì a spingere l'UAH verso nuovi progressi, tra cui il completamento di un'importante espansione e ristrutturazione di Morton Hall, oltre a supervisionare la rapida transizione alle operazioni online per guidare l'Università attraverso la pandemia di COVID-19.
Nel 2021, il Dr. Charles L. Karr fu nominato presidente ad interim dopo un periodo di 16 anni come Decano del College of Engineering dell'Università dell'Alabama, che vide un aumento del punteggio ACT dei matricolati da 24.8 a 30 e un aumento degli incentivi alla ricerca di oltre $45 milioni. Il 16 settembre 2022, il Consiglio di Amministrazione del Sistema dell'Università dell'Alabama nominò all'unanimità il Dr. Karr presidente dell'UAH.
La costruzione sul campus continua a ritmo sostenuto. Le aggiunte recenti includono il Student Services Building, il residence hall Charger Village II, la casa della sorority Alpha Omicron Pi e l'Invention to Innovation Center (I2C).
In breve, l'UAH ha fatto molta strada dalle sue umili origini come University of Alabama Huntsville Center. Oggi, l'università comprende nove college che offrono oltre 100 aree di studio a oltre 9.200 studenti. La Carnegie Foundation classifica l'UAH come un'istituzione con attività di ricerca molto elevate e il Barron's Profiles of American Colleges la classifica come un'istituzione accademica molto competitiva.